# 九里荡
九里荡是一个位于中国江苏省盐城市的湖泊，面积约为4.43平方千米，属于淮河区。它的一级流域为淮河流域，二级流域为淮河干流水系。